# 太陽馬經
太陽馬經是一份在香港發行的賽馬報章。於1991年9月創刊。由創刊至2015年7月，由東方報業集團擁有，2015年8月東方報業集團出售太陽馬經予第三者（KOMA GLOBAL (HONG KONG) LIMITED、現改名為太陽馬經出版有限公司）。現與東方報業集團沒有關係。2017年9月重新發行太陽馬簿，並邀請何其準為兩份出版刊物的主編。

## 出版時間
太陽馬經
排位版：香港賽馬排位日下午
賽日版：香港賽馬日前一天下午
太陽馬簿
香港賽馬排位日下午
太陽馬經年鑑
馬季結束後於7月下旬出版

## 主要馬評家
東方報業集團時代
張基
卡洛斯
匡公
王若舜
2015年9月或以後
匡公
廖浩賢
連家欣
莎拉
何其準（2017年9月加入）

## 外部連結
太陽馬經的Facebook專頁